# شیمی معدنی: اصول ساختار و واکنش‌پذیری
شیمی معدنی: اصول ساختار و واکنش‌پذیری کتابی از جیمز هیویی با ترجمهٔ اعظم رحیمی، مهدی رشیدی، منصور عابدینی، داریوش مهاجر است که در سال ۱۳۷۲ منتشر و در مراسم کتاب سال جمهوری اسلامی ایران به‌عنوان کتاب برگزیده معرفی شد.